# Xã Mount Pleasant, Quận Scotland, Missouri
Xã Mount Pleasant (tiếng Anh: Mount Pleasant Township) là một xã thuộc quận Scotland, tiểu bang Missouri, Hoa Kỳ. Năm 2010, dân số của xã này là 112 người.